# Dwight Twilley
Dwight Twilley (Tulsa, 6 de junho de 1951 – 18 de outubro de 2023) foi um cantor, compositor e guitarrista de power pop/pop rock. Em abril de 1975 ele lançou seu primeiro single com a Dwight Twilley Band, "I'm On Fire", rendendo-lhe a posição #16 na parada musical estadunidense, em agosto. Em 1976 é lançado o álbum de estreia, Sincerely, que incluía o baterista (e baixista em estúdio) Phil Seymour. Colin Larkin cita que, apesar da aclamação da crítica, esta coleção de músicas não conseguiu emular sua faixa de abertura ("I'm On Fire"). Um segundo álbum com Seymour é lançado pela Arista em 1977, Twilley Don't Mind, antes do fim da banda. Em carreira solo, Dwight Twilley coloca duas músicas na Billboard Hot 100 (de seu disco de 1984, Jungle): "Girls" (posição #16) e "Little Bit of Love" (posição #77). Seu primeiro álbum solo, Twilley, foi lançado em 1979. Colin Larkin afirma que Dwight Twilley é conhecido pela alta qualidade de seu pop.

## História

### 1974-1978: Dwight Twilley Band
No início dos anos 60, Dwight Twilley era um estudante na Edison High School quando começou a escrever, gravar e executar música. Chris Woodstra, no Allmusic, afirma que Dwight Twilley conheceu Phil Seymour em 1967, em uma sessão onde foram ver o filme A Hard Day's Night, dos Beatles. Depois, eles foram no mesmo dia à casa de Twilley para iniciar escrita e gravação de músicas, continuando a parceria ao longo dos próximos anos; inicialmente chamando-se Oister e recrutando outro membro, Bill Pitcock IV, na guitarra solo. Os primeiros álbuns gravados pela dupla Oister: Oister Presents Swirling Clouds e Oister's Greatest Hits, foram acetatos baratos, vendidos a cerca de uma dúzia de seus colegas de escola. Depois de desenvolverem seu som em um estúdio caseiro e já batizados Dwight Twilley Band, decidiram fazer uma gravação profissional e se dirigiram até Nashville, parando primeiro no estúdio da Sun Records, onde impressionaram Jerry Phillips (o filho de Sam Phillips) e sendo também apresentados ao músico de rockabilly Ray Harris, que ensinou-lhes sobre as raízes do rock'n'roll.
No início de novembro de 1974, Twilley, Seymour e Pitcock IV fazem uma viagem para Los Angeles e assinam contrato com a Shelter Records. Seu primeiro single, "I'm On Fire", gravado em Tulsa, em 27 de novembro de 1974 e lançado em abril de 1975, se tornou um hit nacional; atingindo #16 como posição máxima, em 02 de agosto, com relativamente nenhuma promoção. Na gravação de "I'm On Fire", o trio tocou todos os instrumentos. Twilley e Seymour produziram a canção também. Esta música marcou a estreia de Phil Seymour como baixista. Desde então, ele seria o baixista principal, em estúdio, da Dwight Twilley Band. Seu segundo álbum foi concluído ao longo de 18 meses, devido a mudanças de selo e à divisão dos sócios da Shelter Records, Denny Cordell e Leon Russell; e um outro álbum, gravado na Inglaterra, em março de 1975, no Trident Studios de Londres, fora deixado completamente inédito, criando um mito em torno da banda, enquanto o público em geral rapidamente perdeu o interesse. O tardio segundo single, "You Were So Warm" (de agosto de 1975), acabou falhando na parada devido a problemas de distribuição. Quando o álbum de estreia, Sincerely (1976), foi finalmente lançado, também falhou, embora a Rolling Stone o tenha saudado como "o melhor álbum de estreia de rock do ano". Durante uma aparição, em 26 de julho de 1976, no American Bandstand, eles visualizaram o que seria seu próximo single, "Shark (In The Dark)"; porém o sucesso do filme Tubarão provocou sua rejeição pela gravadora. Outro single, "Could Be Love", fora lançado logo após o álbum. Seymour e Twilley fizeram então amizade com Tom Petty, que contribuiu com backing vocals em várias canções de Twilley Don't Mind (lançado em agosto de 1977) e ajudou em seu lançamento pela Arista. Três singles foram lançados deste álbum: "Twilley Don't Mind", "Trying To Find My Baby" e "Looking For The Magic", mas todos falharam em conseguir compradores. No final de 1977, enquanto "I'm On Fire" ainda tocava com relativa frequência, a Dwight Twilley Band fizera planos de se juntar ao Lynyrd Skynyrd em turnê; porém o plano nunca se concretizara, pois três membros desta última banda morreram quando seu avião caiu, interrompendo a turnê. Apesar da alta qualidade das canções, o fracasso fez Phil Seymour deixar a banda no ano seguinte, perseguindo uma breve carreira solo antes de um linfoma cortar sua vida, em 1993.
O single de "I'm On Fire" foi lançado no Brasil, pela Philips Records, em 1975 (com o registro 6073 423 e "Did You See What Happened?" no Lado B).

### 1979-atualidade: Dwight Twilley, carreira solo
A carreira solo de Dwight Twilley se inicia em 1979 com o álbum Twilley, ainda pela Arista. Até o final de 1981 ele termina seu contrato com a Arista, que o havia impedido de liberar quaisquer novos álbuns por quase três anos.   Após assinar com a EMI, seu segundo álbum lançado é Scuba Divers (1982), seguido por Jungle (1984); este último álbum com duas músicas na Billboard Hot 100: "Girls" (posição #16, em 21 de abril, com backing vocals de Tom Petty) e "Little Bit of Love" (posição #77, em 02 de junho). Twilley também teve sua "Trying To Find My Baby" colocada na trilha sonora do filme Up the Academy (1980) e foi a estrela de um dos primeiros concertos ao vivo pela MTV. O show foi gravado em Houston, no Texas, no dia 23 de julho de 1982.
Ainda segundo Woodstra, Wild Dogs (1986) passou despercebido em seu lançamento pela CBS Associated Records. Além disso, Twilley gravou um álbum em 1980, Blueprint, que permanece inédito. Também contribuiu com uma música, "Why You Wanna Break My Heart", na trilha sonora de Wayne's World, em 1992 (cantada por Tia Carrere). Em 1993, lançou em CD pela Shelter Records / DCC Compact Classics The Great Lost Twilley Album, que recolheu uma fração das "centenas" de canções inéditas registradas pela Dwight Twilley Band nos primeiros dias. Duas canções, gravadas recentemente, apareceram na coletânea XXI (lançada em CD pela Shelter Records / The Right Stuff, em 1996). No ano de 1999 Twilley lançou outra coleção de raridades, Between The Cracks - Volume One - A Collection of Rarities (originalmente pela Munster Records espanhola e, depois, pela Not Lame Recordings), e seu primeiro álbum novo em 13 anos, Tulsa (Copper Records). Em 14 de agosto de 2001, Twilley lançou em CD The Luck (Big Oak Recording Group), um álbum que ele tinha concluído em 1994. O EP de natal, Have A Twilley Christmas (DMI), surgiu em 2004, seguido pelo nono álbum de estúdio de Twilley, 47 Moons, em 2005.
Entre 2006 e 2007 a gravadora australiana Raven Records relança em CD os dois primeiros álbuns de Dwight Twilley e da Dwight Twilley Band. Em 2007, ele assinou contrato com a Gigatone e um dilúvio de lançamentos se seguiram, incluindo reedições de Tulsa e 47 Moons (com faixas bônus), sete volumes de discos de raridades (intitulados Rarities e lançados em CD-R entre 2008 e 2009) e uma compilação: The Best of Dwight Twilley 1997-2007 - Northridge to Tulsa. Em 2009, ele lançou um álbum de covers dos Beatles, intitulado simplesmente The Beatles, seguido por um álbum de canções suas, em 2010, intitulado Green Blimp. Depois, Twilley mudou-se para o rótulo Varèse Sarabande e seu 11º álbum solo, Soundtrack, foi emitido no final de 2011. Lança em 2012, por este rótulo, uma segunda edição de Green Blimp. Em 2013, uma canção da Dwight Twilley Band, "Looking For The Magic", aparece na trilha do filme You're Next. Em seu próprio rótulo, Big Oak Records, é lançado Always (2014) em CD. A edição em vinil é lançada em 2015.

## Discografia: Dwight Twilley Band

### Álbuns
- Sincerely (1976) - LP: Shelter Recording Company Inc.[1] (posição #138 na Billboard 200)[37]
- Twilley Don't Mind (1977) - LP: Arista[8] (posição #70 na Billboard 200)[37]
- The Great Lost Twilley Album (1996) - CD: Shelter Records / DCC Compact Classics - "Legendary unreleased tracks from 1974-1980"[22]
- Live From Agora (2010) - CD: Gigatone - "Live 1976"[38]
- Sincerely / Twilley Don't Mind (2007) - CD: Raven Records, Austrália (reunião dos álbuns Sincerely / Twilley Don't Mind, mais bônus)[29]

### Singles (EUA)
- 7", A: "I'm On Fire" / B: "Did You See What Happened?" (abril[5] de 1975) - Shelter Records (SR-40380)[6]
- 7", A: "You Were So Warm" / B: "Sincerely" (agosto de 1975) - Shelter Records (SR-40450)[15]
- 7", A: "Could Be Love" / B: "Feeling In The Dark" (1976) - Shelter Records (SR-62003)[39]
- 7", A: "Twilley Don't Mind" / B: "Rock And Roll 47" (outubro de 1977) - Arista (AS 0278)[40]
- 7", A: "Trying To Find My Baby" / B: "Here She Come" (dezembro de 1977) - Arista (AS 0299)[41]
- 7", A: "Looking For The Magic" / B: "Invasion" (fevereiro de 1978) - Arista (AS 0311)[42]

### Músicas em coletâneas de power pop
- Poptopia! Power Pop Classics of The '70s (1997) - Rhino Records (música "I'm On Fire")
- 20 Greats From The Golden Decade of Power Pop (2005) - Varèse Sarabande (música "I'm On Fire")

Segundo informação nas ligações externas.

## Discografia: Dwight Twilley

### Álbuns
- Twilley (1979) - LP: Arista[11] (posição #113 na Billboard 200)[37]
- Scuba Divers (1982) - LP: EMI[19] (posição #109 na Billboard 200)[37]
- Jungle (1984) - LP: EMI[9] (posição #39 na Billboard 200)[37]
- Wild Dogs (1986) - LP: CBS Associated Records[20]
- XXI (1996) - CD: Shelter Records / The Right Stuff (coletânea)[23]
- Between The Cracks - Volume One - A Collection Of Rarities (1999) - LP: Munster Records, Espanha / (2000) - CD: Not Lame Recordings, EUA e UK[24]
- Tulsa (1999) - CD: Copper Records, EUA / Not Lame Recordings, UK[25]
- The Luck (2001) - CD: Big Oak Recording Group[26]
- Have A Twilley Christmas (2004) - CD: Digital Musicworks International, Inc.[27]
- 47 Moons (2005) - CD: Digital Musicworks International, Inc.[28]
- Live All Access (2006) - CD: Digital Musicworks International, Inc. (ao vivo)[43]
- Twilley / Scuba Divers (2006) - CD: Raven Records, Austrália (reunião dos álbuns Twilley / Scuba Divers, mais bônus)[30]
- Rarities Volume One (2008) - CD-R: Gigatone (álbum de raridades)[31]
- Rarities Volume Two (2008) - CD-R: Gigatone (álbum de raridades)[31]
- Rarities Volume Three (2008) - CD-R: Gigatone (álbum de raridades)[31]
- Rarities Volume Four (2009) - CD-R: Gigatone (álbum de raridades)[31]
- Rarities Volume Five (2009) - CD-R: Gigatone (álbum de raridades)[31]
- Rarities Volume Six (2009) - CD-R: Gigatone (álbum de raridades)[31]
- Rarities Volume Seven (2009) - CD-R: Gigatone (álbum de raridades)[31]
- Out of The Box (2009) - CD: Gigatone (álbum de covers)[44]
- The Beatles (2009) - CD: Gigatone (álbum de covers dos Beatles)[45]
- Green Blimp (2010) - LP: Burger Records / CD: Big Oak Records[32] / (2012) - CD: Varèse Sarabande[34]
- Soundtrack (2011) - CD: Varèse Sarabande[33]
- Always (2014) - CD: Big Oak Records / (2015) - LP: Good Land Records, LLC[36]

### Singles até 1984 (EUA)
- 7", A: "Out of My Hands" / B: "Nothing's Ever Gonna Change So Fast" (maio de 1979) - Arista (AS 0415)[46]
- 7", A: "Runaway" / B: "Burnin' Sand" (agosto de 1979) - Arista (AS 0433)[47]
- 7", A: "Somebody To Love" / B: "Money (That's What I Want)" (novembro de 1979) - Arista (AS 0478)[48]
- 7", A: "Girls" / B: "To Get To You" (fevereiro de 1984) - EMI (B-8196)[49][50]
- 7", A: "Little Bit of Love" / B: "Max Dog" (maio de 1984) - EMI (B-8206)[51][52]

### Músicas em coletâneas de power pop
- Yellow Pills - The Best of American Pop! Volume 1 (1993) - Big Deal Records, EUA / Another Time, UK (música "Remedies")

Segundo informação nas ligações externas.